# Terra Boa
Terra Boa is een gemeente in de Braziliaanse deelstaat Paraná. De gemeente telt 15.069 inwoners (schatting 2009).

## Geboren
- Mauro Carlesse (1960), gouverneur van Tocantins[1]